# Myodes shanseius
Myodes shanseius es una especie de roedor de la familia Cricetidae.

## Distribución geográfica
Se encuentra en China. 